# Mithräum des Circus Maximus
Das Mithräum des Circus Maximus ist ein Mithräum in Rom. Es befand sich gegenüber der Westseite des Circus Maximus in Richtung des Tibers am Rand des Forum Boariums. Heute liegt es unter einem Gebäude in der Via dell'Ara Massima.

Plan des Mithräums

## Geschichte
Das öffentliche Ziegelbauwerk aus der römischen Kaiserzeit schloss sich an die  Carceres des Circus Maximus an. Es wurde 1931 bei Bauarbeiten entdeckt.

## Beschreibung
Das Erdgeschoss des Gebäudes ist recht gut erhalten. Es besteht aus fünf rechteckigen, miteinander verbundenen Räumen und zwei Treppen an der Seite zum Circus, die in das Obergeschoss führten und sich über die ganze Länge des Gebäudes erstreckten. Die Treppen, die einige kleinere Räume überdeckten, wurden in einer zweiten Bauphase im 2. Jahrhundert angefügt.
Im 3. Jahrhundert wurden einige Räume umgestaltet, um ein Mithräum aufzunehmen. Der Haupteingang befand sich wahrscheinlich an der Ostseite, erreichbar über einen Korridor. Heute dagegen betritt man den Komplex durch einen ehemaligen Nebeneingang. Durch den anschließenden Raum konnte man durch eine Tür in das eigentliche Heiligtum eintreten, das Spaelum („Höhle“) mit einem kleinen Raum, eine Art Sakristei (Apparatorium), mit einer Nische auf der rechten Seite. In diesem ersten Trakt stammt der Fußboden mit großen quadratischen Ziegeln aus der Zeit Diokletians.
In der Wand des Atriums befinden sich zwei Nischen mit Marmorbasen, auf denen sich zwei Statuen der Fackelträger Cautes und Cautopates befunden haben müssen. Auf den Seiten hielten zwei Konsolen die Säulen zweier Ädikulä.
Es folgen vier weitere Räume, die in der Mitte, in Form eines „H“, durch eine zentrale Bogenöffnung verbunden sind. Hier befinden sich die Bänke, in den zwei kleineren Räumen links nur auf der rechten Seite, auf denen die Gläubigen saßen. Auch hier befinden sich vor der Tür zwei Nischen, von denen die rechte ein Terrakottagefäß enthält.
Unter dem Bogen befindet sich eine große, eingegrabene Terrakottaamphore, die möglicherweise dazu diente, das Blut der geopferten Stiere zu sammeln.
Der Fußboden war mit Marmor bedeckt, der teilweise erhalten, jedoch zum großen Teil wieder hergestellt ist. 
An der Rückwand öffnet sich ein Bogen, der im Inneren mit Bims bedeckt ist. Hier reihen sich auch Säulenbasen und Nischen aneinander, die von Ädikulä eingerahmt sind. Im Inneren des Bogens ist eine halbrunde Nische aus Ziegeln mit einer Halbkuppel bedeckt. Hier wird sich in herausragender Position die Statue des Mithras befunden haben. 
Wo sich das bei der Ausgrabung entdeckte Relief mit der Stiertötungsszene ursprünglich befand, ist nicht klar. Es zeigt Mithras, der den Stier tötet, flankiert von Cautes, Cautopates, Sol, Luna und dem Raben. Links sieht man Mithras, der den getöteten Stier auf den Schultern trägt.
Die Inschrift darüber trägt den Namen des Stifters:
Deo Soli Invicto Mithrae Ti(berius) Cl(audius) Hermes ob votum dei typum d(ono) d(edit)
(„dem unbesiegten Gott Sol Mithras hat Tiberius Claudius Hermes auf Grund eines Gelübdes das Bild des Gottes gestiftet“).
Ein zweites, viel kleineres Relief, das die Opferung des Stiers darstellt, befindet sich in einer Vertiefung auf der rechten Seite. Es wurden weitere Inschriften und Widmungen gefunden, die alle die Namen von Freigelassenen tragen.